# Myron Scholes
Myron Samuel Scholes, född 1 juli 1941 i Timmins, Ontario, är en kanadensisk nationalekonom och en av upphovsmännen till Black-Scholes-ekvationen. Han belönades med Sveriges Riksbanks pris i ekonomisk vetenskap till Alfred Nobels minne 1997 för "en ny metod att bestämma värdet av derivat". Teoribildningen kring Black-Scholes har fått ett enormt genomslag i finansvärlden, eftersom den ger en lösning på problemet att värdera optioner, såväl köpoptioner som säljoptioner. 
Scholes var 1994 en av grundarna till hedgefonden Long-Term Capital Management (LTCM), som förvaltade ett kapital på över en miljard dollar. Till en början var LTCM oerhört framgångsrik med en förräntning av kapitalet på över 40 % årligen, men fonden gick sedermera under i kölvattnen av 1997 års finanskris i Sydostasien och Ryssland.  